# جريجور بروك
جريجور بروك كان عالم لاهوت وسياسى وقانونى وأستاذ جامعى من المانيا.

## حياته
جريجور بروك من مواليد يوم 1 يناير 1483 في بروك، توفي في 15 فبراير 1557.